# Аль-Обаиди, Акер
Акер Аль-Обаиди (нем. Aker Al Obaidi; 21 сентября 1999, Мосул, Ирак) — австрийский борец греко-римского стиля, участник Олимпийских игр в Токио, где выступал в составе Олимпийской сборной беженцев.

## Карьера
Родился в иракском Мосуле, где занимался греко-римской борьбой с 6 до 14 лет, когда его родной город был захвачен исламским государство. В 15 лет перебрался в Австрию, где живёт в небольшом городке Инцинг. В июне 2019 года на чемпионате Европы среди юниоров в испанской Понтеведре стал бронзовым призёром. В марте и в мае 2021 года он дважды пытался пройти отбор на Олимпиаду в Токио, но каждый раз проигрывал в первой же схватке. В июле 2021 года МОК выбрал его для участия в Олимпийских играх в составе Олимпийской сборной беженцев.  В августе 2021 года на Олимпиаде в схватке на стадии 1/8 финала одолел тунисца Сулеймена Насра (8:0), а в 1/4 финала уступил Рамазу Зоидзе из Грузии, и занял итоговое 8 место.

## Достижения
- Чемпионат Европы среди юниоров 2019 — ;
- Олимпийские игры 2020 — 8;